# Michel Marion
Michel Marion, commerçant et armateur breton, est né à Quimper en 1450. Receveur des finances ducales pour la région de Quimper et possédant notamment le manoir de Kerhuel en Plonéour, il vend ses biens pour venir au secours du duc, François II de Bretagne,  assiégé dans Nantes par les troupes françaises et défendre l'indépendance de la Bretagne.
Il transforme un navire de commerce en navire de guerre et embarque avec une centaine de Quimpérois, puis va chercher des renforts au Croisic et à Guérande. Sur la  Loire, il attaque les bateaux français ennemis, mais meurt au combat en 1487. Grâce à cette expédition et au soutien des paysans de Basse-Bretagne, le duc François II est délivré et, reconnaissante, Anne de Bretagne dote la fille de Michel Marion par un don de trois mille livres.